# Jens Munk-Madsen
Jens Munk-Madsen (født 23. januar 1852 i Sønder Vorupør, død 27. april 1934 i Nørre Vorupør) var en dansk fiskeeksportør i Vorupør.
Allerede i ungdomsårene var Jens Munk-Madsen præget af Indre Mission, og i 1887 var han med til at etablere det missionske Fiskercompagniet. I starten af 1890'erne udtrådte han imidlertid af compagniet og tog ophold i København, inden han vendte tilbage til Vorupør og startede Vorupør Fiskeeksport op.
Jens Munk-Madsen fik filialer i både Klitmøller og Esbjerg, og aftog fisk fra størstedelen af Thykystens fiskerlejer. Fisken blev eksporteret til Esbjerg, Altona eller England. Om sommeren organiserede Munk-Madsen desuden is og salt samt afsætning til Vorupørfiskerne.
Indre Missions to hovedskikkelser i Vorupør, Jens Munk-Poulsen og Jens Munk-Madsen kom overens uden på nogen måde for alvor at konkurrere med hinanden.
Ved Jens Munk-Madsens død i 1934 overtog sønnen Mads Munk-Madsen Vorupør Fiskeeksport. 12. september 1946 overtog leverandørerne af fisken Vorupør Fiskeeksport og gjorde det til en andelsforening samt overtog eksporten. I 1956 lægges Vorupør Fiskeeksport endeligt sammen med Fiskercompagniet, og fortsætter under Fiskercompagniets navn. Sammenlægningen havde været længe undervejs.
Jens Munk-Madsen er begravet på Vorupør Kirkegård.